# Copa América

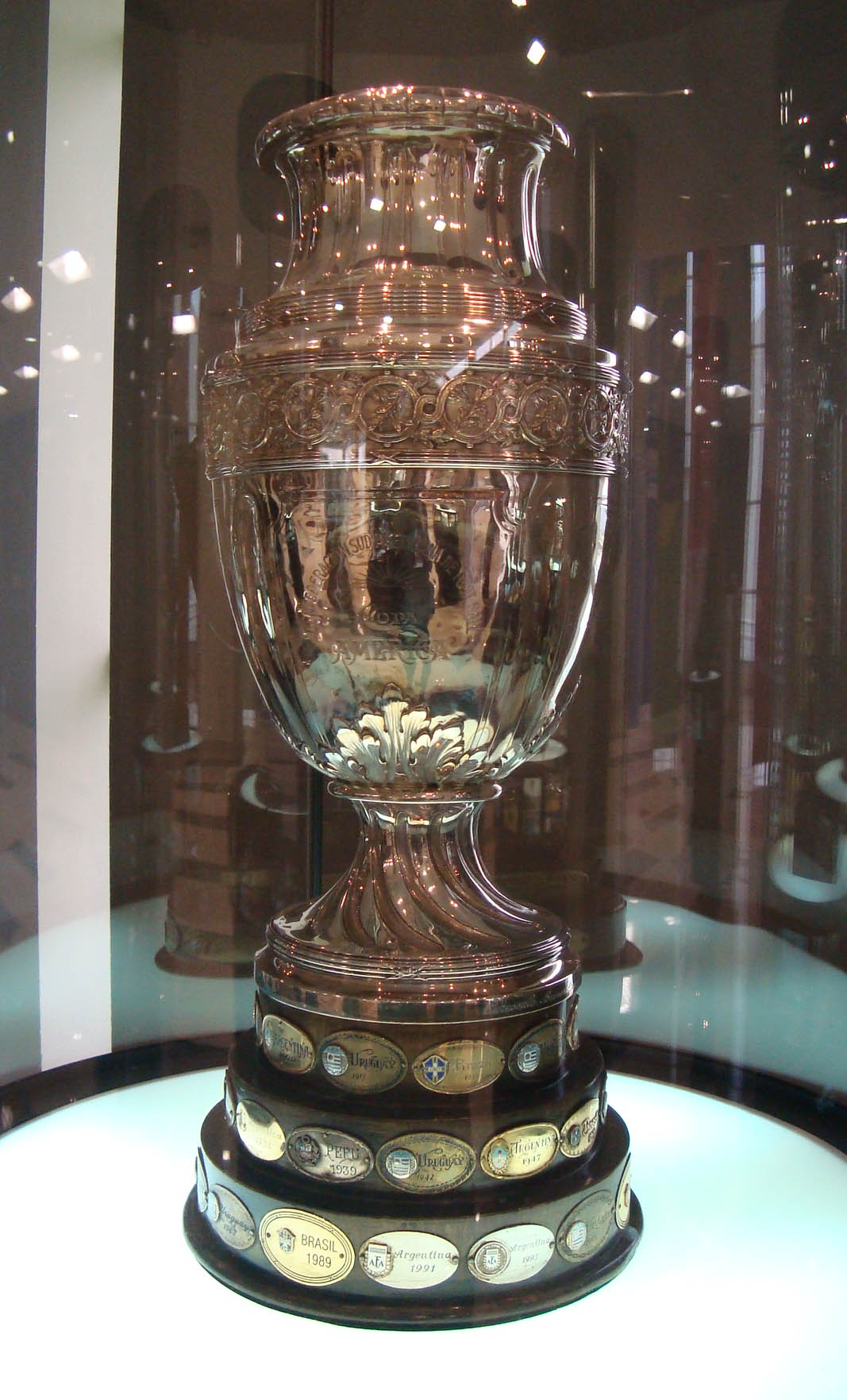

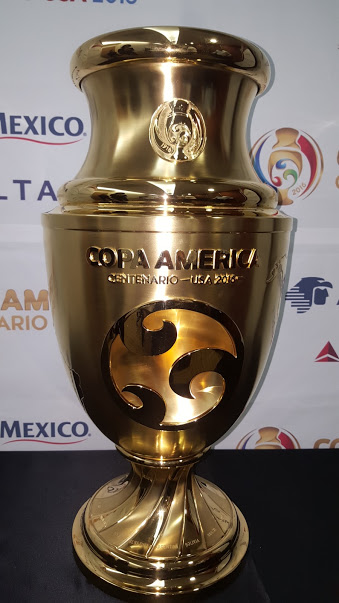

De CONMEBOL Copa América is het Zuid-Amerikaanse voetbalkampioenschap voor landenteams dat sinds 1916 door de CONMEBOL, met onregelmatige tussenpozen, wordt georganiseerd. Het kampioenschap is het Zuid-Amerikaanse equivalent van het Afrikaans, Aziatisch, Europees, Noord- en Midden-Amerikaans en Oceanisch kampioenschap voetbal. Sinds 1993 zijn de deelnemende landen de tien leden van de CONMEBOL, aangevuld met twee uitgenodigde landen uit andere werelddelen.

## Geschiedenis
Van 1916 tot en met 1967 werd het kampioenschap steeds georganiseerd in één speelstad (uitgezonderd in 1949 en 1963) en door middel van een halve competitie tussen de deelnemende landen gespeeld. Wanneer landen met evenveel punten eindigden, werd er een beslissingswedstrijd (finale) gespeeld, anders was de nummer een van de competitie meteen toernooiwinnaar.
Na acht jaar zonder kampioenschap ging in 1975 het landenkampioenschap opnieuw van start. Voor het eerst namen ook alle tien CONMEBOL-leden deel aan het toernooi. De toernooiopzet werd hierop aangepast. Er werd met meerdere poules gewerkt en een afsluitende knock-outfase. In 1975, 1979 en 1983 gebeurde dat door middel van thuis- en uitwedstrijden in elk land gedurende een langere periode. Vanaf 1987 werd het toernooi in meerdere steden (variërend van 3 tot 9) in een land georganiseerd, met groepswedstrijden en een knock-outeindfase. In 1989 en 1991 werd er in plaats van een knock-out na de groepswedstrijden, in een finalegroep gespeeld.
Genodigde landen
Vanaf 1993 werden telkens twee landen van andere confederaties uitgenodigd voor deelname. Dit betrof tot nu toe Mexico (10x), Costa Rica (5x), de Verenigde Staten (4x), Jamaica (2x), Haïti, Honduras en Panama (1x) van de CONCACAF en Japan (2x) en Qatar (1x) van de AFC.
In 2001 werd Honduras als derde gastland uitgenodigd nadat Argentinië zich voor die editie terugtrok. In 2016 werden er vier landen extra uitgenodigd, dit in verband met de Copa América Centenario, de jubileumeditie van de Copa América ter gelegenheid van het 100-jarig bestaan van de CONMEBOL.
In april 2017 werd op een bijeenkomst in Santiago besloten om dit toernooi uit te breiden naar zestien landen in plaats van twaalf, zoals gebruikelijk was. Deze opzet werd ook gebruikt bij de Copa América Centenario. In 2019 bleef de deelname nog beperkt tot twaalf landen en in 2021 tien deelnemende landen.
Argentinië werd in 2022 de eerste Copa América-houder die wereldkampioen werd.

## Erelijst
| Jaar | Gastland         | Goud       | Zilver     | Brons            |
| ---- | ---------------- | ---------- | ---------- | ---------------- |
| 1916 | Argentinië       | Uruguay    | Argentinië | Brazilië         |
| 1917 | Uruguay          | Uruguay    | Argentinië | Brazilië         |
| 1919 | Brazilië         | Brazilië   | Uruguay    | Argentinië       |
| 1920 | Chili            | Uruguay    | Argentinië | Brazilië         |
| 1921 | Argentinië       | Argentinië | Brazilië   | Uruguay          |
| 1922 | Brazilië         | Brazilië   | Paraguay   | Uruguay          |
| 1923 | Uruguay          | Uruguay    | Argentinië | Paraguay         |
| 1924 | Uruguay          | Uruguay    | Argentinië | Paraguay         |
| 1925 | Argentinië       | Argentinië | Brazilië   | Paraguay         |
| 1926 | Chili            | Uruguay    | Argentinië | Chili            |
| 1927 | Peru             | Argentinië | Uruguay    | Peru             |
| 1929 | Argentinië       | Argentinië | Paraguay   | Uruguay          |
| 1935 | Peru             | Uruguay    | Argentinië | Peru             |
| 1937 | Argentinië       | Argentinië | Brazilië   | Uruguay          |
| 1939 | Peru             | Peru       | Uruguay    | Paraguay         |
| 1941 | Chili            | Argentinië | Uruguay    | Chili            |
| 1942 | Uruguay          | Uruguay    | Argentinië | Brazilië         |
| 1945 | Chili            | Argentinië | Brazilië   | Chili            |
| 1946 | Argentinië       | Argentinië | Brazilië   | Paraguay         |
| 1947 | Ecuador          | Argentinië | Paraguay   | Uruguay          |
| 1949 | Brazilië         | Brazilië   | Paraguay   | Peru             |
| 1953 | Peru             | Paraguay   | Brazilië   | Uruguay          |
| 1955 | Chili            | Argentinië | Chili      | Peru             |
| 1956 | Uruguay          | Uruguay    | Argentinië | Chili            |
| 1957 | Peru             | Argentinië | Brazilië   | Uruguay          |
| 1959 | Argentinië       | Argentinië | Brazilië   | Paraguay         |
| 1959 | Ecuador          | Uruguay    | Argentinië | Brazilië         |
| 1963 | Bolivia          | Bolivia    | Paraguay   | Argentinië       |
| 1967 | Uruguay          | Uruguay    | Argentinië | Chili            |
| 1975 | Geen             | Peru       | Colombia   | Brazilië Uruguay |
| 1979 | Geen             | Paraguay   | Chili      | Brazilië Peru    |
| 1983 | Geen             | Uruguay    | Brazilië   | Paraguay Peru    |
| 1987 | Argentinië       | Uruguay    | Chili      | Colombia         |
| 1989 | Brazilië         | Brazilië   | Uruguay    | Argentinië       |
| 1991 | Chili            | Argentinië | Brazilië   | Chili            |
| 1993 | Ecuador          | Argentinië | Mexico     | Colombia         |
| 1995 | Uruguay          | Uruguay    | Brazilië   | Colombia         |
| 1997 | Bolivia          | Brazilië   | Bolivia    | Mexico           |
| 1999 | Paraguay         | Brazilië   | Uruguay    | Mexico           |
| 2001 | Colombia         | Colombia   | Mexico     | Honduras         |
| 2004 | Peru             | Brazilië   | Argentinië | Uruguay          |
| 2007 | Venezuela        | Brazilië   | Argentinië | Mexico           |
| 2011 | Argentinië       | Uruguay    | Paraguay   | Peru             |
| 2015 | Chili            | Chili      | Argentinië | Peru             |
| 2016 | Verenigde Staten | Chili      | Argentinië | Colombia         |
| 2019 | Brazilië         | Brazilië   | Peru       | Argentinië       |
| 2021 | Brazilië         | Argentinië | Brazilië   | Colombia         |
| 2024 | Verenigde Staten | Argentinië | Colombia   | Uruguay          |

## Gastlanden

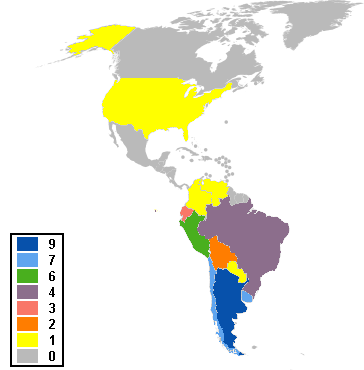

| x  | Gastland         | Edities                                              |
| -- | ---------------- | ---------------------------------------------------- |
| 09 | Argentinië       | 1916, 1921, 1925, 1929, 1937, 1946, 1959, 1987, 2011 |
| 07 | Chili            | 1920, 1926, 1941, 1945, 1955, 1991, 2015             |
| 07 | Uruguay          | 1917, 1923, 1924, 1942, 1956, 1967, 1995             |
| 06 | Peru             | 1927, 1935, 1939, 1953, 1957, 2004                   |
| 06 | Brazilië         | 1919, 1922, 1949, 1989, 2019, 2021                   |
| 03 | Ecuador          | 1947, 1959, 1993                                     |
| 02 | Bolivia          | 1963, 1997                                           |
| 02 | Verenigde Staten | 2016, 2024                                           |
| 01 | Paraguay         | 1999                                                 |
| 01 | Colombia         | 2001                                                 |
| 01 | Venezuela        | 2007                                                 |
|    | Geen gastland    | 1975, 1979, 1983                                     |

## Medaillespiegel

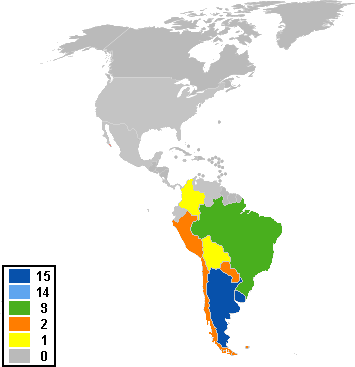

| Plaats | Land       | Goud | Zilver | Brons | Totaal |
| 1      | Argentinië | 16   | 15     | 4     | 35     |
| 2      | Uruguay    | 15   | 6      | 10    | 31     |
| 3      | Brazilië   | 9    | 11     | 7     | 27     |
| 4      | Paraguay   | 2    | 7      | 7     | 16     |
| 5      | Chili      | 2    | 3      | 6     | 11     |
| 6      | Peru       | 2    | 1      | 8     | 11     |
| 7      | Colombia   | 1    | 2      | 5     | 8      |
| 8      | Bolivia    | 1    | 1      | 0     | 2      |
| 9      | Mexico     | 0    | 2      | 3     | 5      |
| 10     | Honduras   | 0    | 0      | 1     | 1      |
| Totaal | Totaal     | 48   | 48     | 51    | 147    |

## Topscorers
| Rang | Speler                | Land       | DP |
| ---- | --------------------- | ---------- | -- |
| 001  | Norberto Méndez       | Argentinië | 17 |
| 001  | Zizinho               | Brazilië   | 17 |
| 003  | Teodoro Fernández     | Peru       | 15 |
| 003  | Severino Varela       | Uruguay    | 15 |
| 005  | Ademir                | Brazilië   | 13 |
| 005  | Gabriel Batistuta     | Argentinië | 13 |
| 005  | Jairzinho             | Brazilië   | 13 |
| 005  | Jose Manuel Moreno    | Argentinië | 13 |
| 005  | Lionel Messi          | Argentinië | 13 |
| 005  | Héctor Scarone        | Uruguay    | 13 |
| 011  | Roberto Porta         | Uruguay    | 12 |
| 011  | Ángel Romano          | Uruguay    | 12 |
| 013  | Víctor Agustín Ugarte | Bolivia    | 11 |
| 013  | Herminio Masantonio   | Argentinië | 11 |

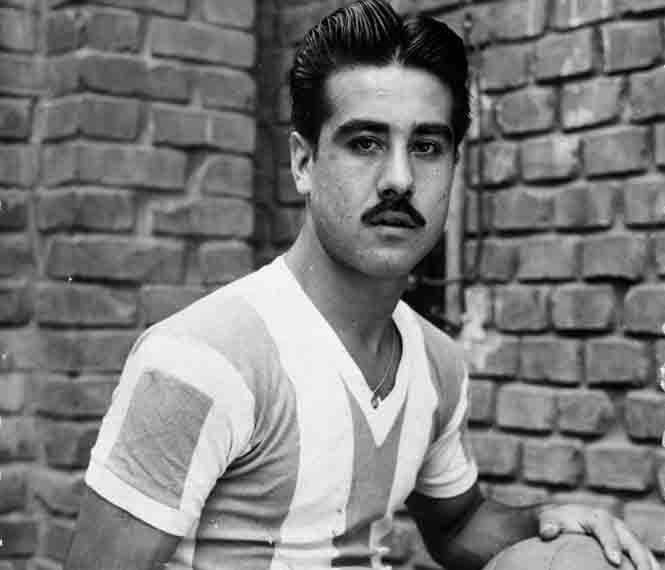
Tucho Mendez 17 goals
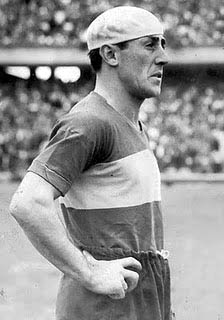
Severino Varela 15 goals
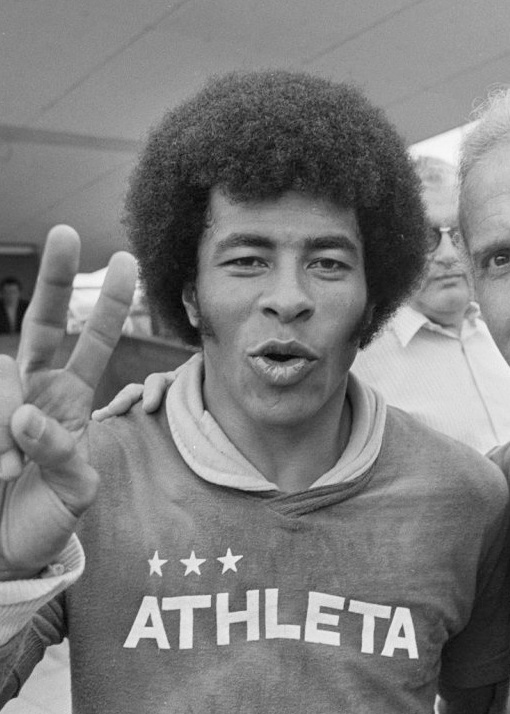
Jairzinho 13 goals
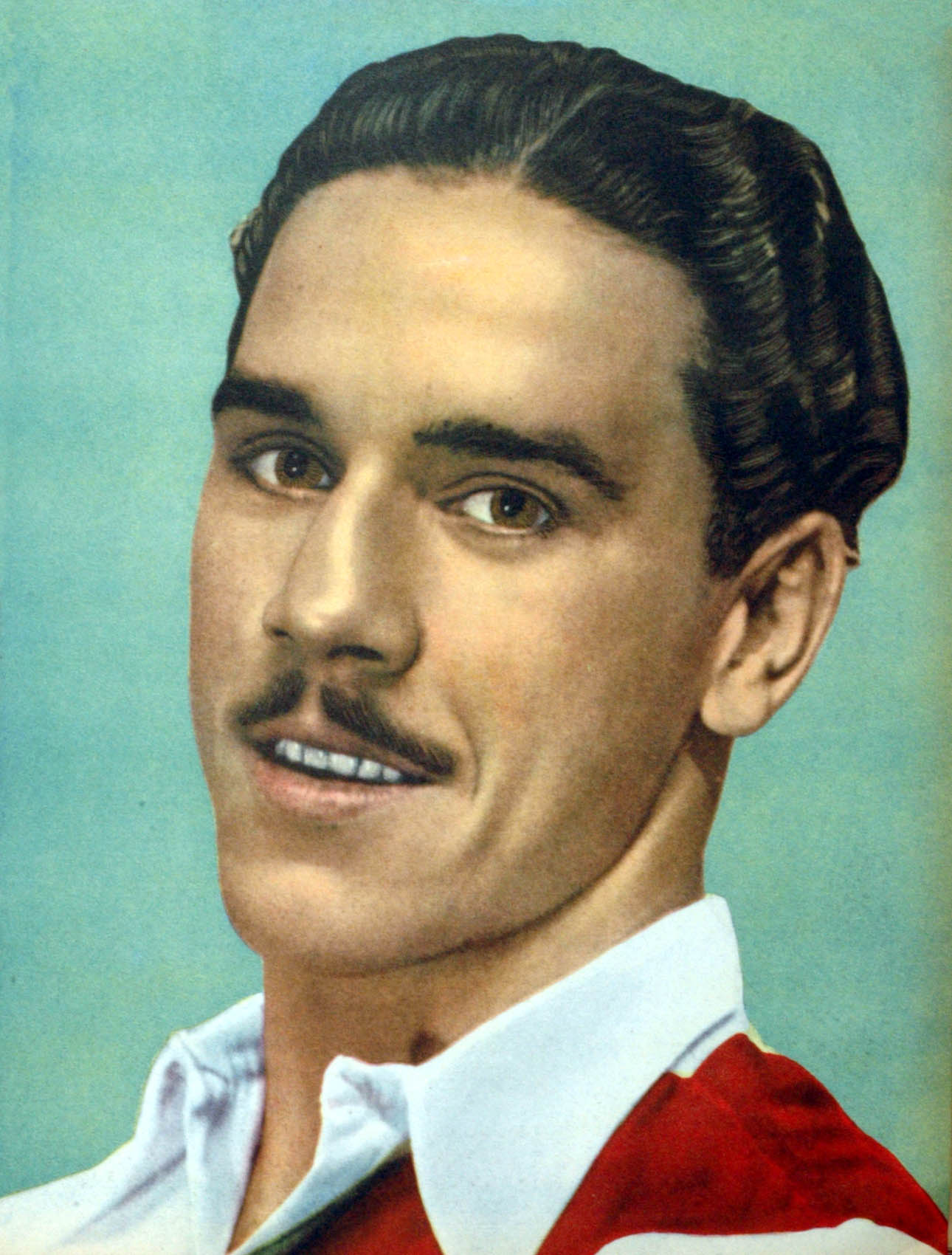
Jose Moreno 13 goals
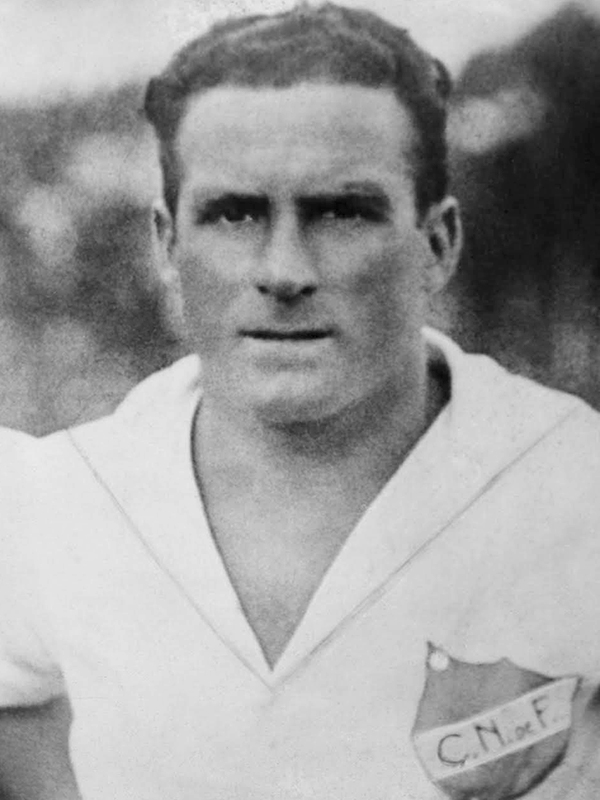
Hector Scarone 13 goals
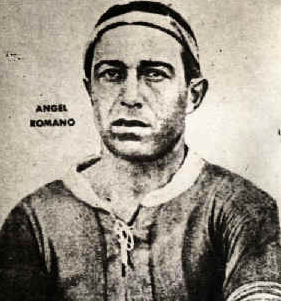
Angel Romano 12 goals

## Eeuwige ranglijst
In deze tabel staan alle resultaten bij elkaar opgeteld. De Copa América van 2021 is daarbij als laatste meegerekend.
| pl | Team             | wi | d  | pnt. | ges | W   | G  | V  | dv  | dt  | ds   |
| -- | ---------------- | -- | -- | ---- | --- | --- | -- | -- | --- | --- | ---- |
| 1  | Argentinië       | 15 | 43 | 432  | 202 | 131 | 39 | 32 | 486 | 180 | +306 |
| 2  | Uruguay          | 15 | 45 | 373  | 205 | 112 | 37 | 56 | 410 | 221 | +189 |
| 3  | Brazilië         | 9  | 37 | 362  | 191 | 108 | 38 | 45 | 430 | 204 | +226 |
| 4  | Chili            | 2  | 40 | 237  | 185 | 68  | 33 | 87 | 291 | 316 | -25  |
| 5  | Paraguay         | 2  | 38 | 224  | 170 | 62  | 41 | 69 | 264 | 304 | -39  |
| 6  | Peru             | 2  | 33 | 212  | 161 | 58  | 38 | 65 | 230 | 255 | -25  |
| 7  | Colombia         | 1  | 23 | 140  | 124 | 47  | 28 | 49 | 142 | 191 | -49  |
| 8  | Bolivia          | 1  | 28 | 86   | 119 | 20  | 26 | 73 | 108 | 298 | -190 |
| 9  | Ecuador          | 0  | 29 | 74   | 126 | 16  | 26 | 84 | 134 | 327 | -193 |
| 10 | Mexico           | 0  | 10 | 70   | 48  | 19  | 13 | 16 | 66  | 62  | +4   |
| 11 | Venezuela        | 0  | 19 | 40   | 70  | 8   | 16 | 46 | 52  | 180 | -128 |
| 12 | Costa Rica       | 0  | 5  | 18   | 17  | 5   | 3  | 9  | 17  | 31  | -14  |
| 13 | Verenigde Staten | 0  | 4  | 17   | 18  | 5   | 2  | 11 | 18  | 29  | -11  |
| 14 | Honduras         | 0  | 1  | 10   | 6   | 3   | 1  | 2  | 7   | 5   | +2   |
| 15 | Japan            | 0  | 2  | 3    | 6   | 0   | 3  | 3  | 5   | 13  | -8   |
| 16 | Jamaica          | 0  | 2  | 0    | 6   | 0   | 0  | 6  | 0   | 9   | -9   |

## Uitgenodigde landen
Bij de Copa América worden sinds 1993 landen uitgenodigd die geen lid zijn van CONMEBOL. Hieronder de lijst van landen die sindsdien zijn uitgenodigd, inclusief hun resultaten. Voor het toernooi van 2020, dat werd uitgesteld en gehouden in 2021, werden Australië en Qatar uitgenodigd, maar beide landen trokken zich terug voor het toernooi begon.
| Team             | 1993 | 1995 | 1997 | 1999 | 2001 | 2004 | 2007 | 2011 | 2015 | 2016 | 2019 | AD |
| ---------------- | ---- | ---- | ---- | ---- | ---- | ---- | ---- | ---- | ---- | ---- | ---- | -- |
| Costa Rica       | –    | –    | GF   | –    | 1/4  | 1/4  | –    | GF   | –    | GF   | –    | 5  |
| Haïti            | –    | –    | –    | –    | –    | –    | –    | –    | –    | GF   | –    | 1  |
| Honduras         | –    | –    | –    | –    | 3e   | –    | –    | –    | –    | –    | –    | 1  |
| Jamaica          | –    | –    | –    | –    | –    | –    | –    | –    | GF   | GF   | –    | 2  |
| Japan            | –    | –    | –    | GF   | –    | –    | –    | –    | –    | –    | GF   | 2  |
| Mexico           | 2e   | 1/4  | 3e   | 3e   | 2e   | 1/4  | 3e   | GF   | GF   | 1/4  | –    | 10 |
| Panama           | –    | –    | –    | –    | –    | –    | –    | –    | –    | GF   | –    | 1  |
| Qatar            | –    | –    | –    | –    | –    | –    | –    | –    | –    | –    | GF   | 1  |
| Verenigde Staten | GF   | 4e   | –    | –    | –    | –    | GF   | –    | –    | 4e   | –    | 4  |

| Legenda | Legenda                             |
| ------- | ----------------------------------- |
| 1e      | Kampioen                            |
| 2e      | Tweede                              |
| 3e      | Derde                               |
| 4e      | Vierde                              |
| 1/4     | Kwartfinale                         |
| GF      | Groepsfase                          |
| q       | Gekwalificeerd                      |
|         | Gastland                            |
|         | Gediskwalificeerd voor kwalificatie |
|         | Gediskwalificeerd na kwalificatie   |

## Copa América in beeld

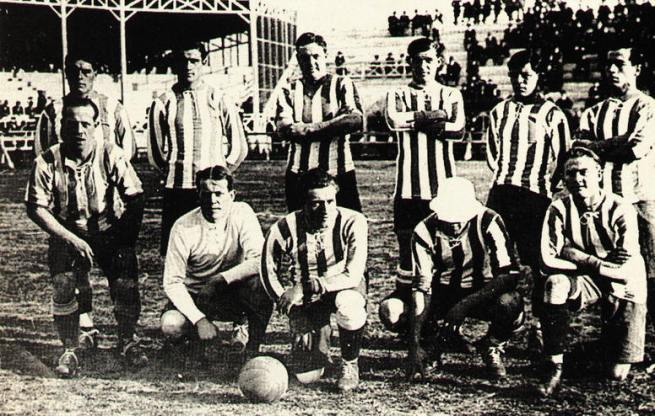
Argentinië 1916
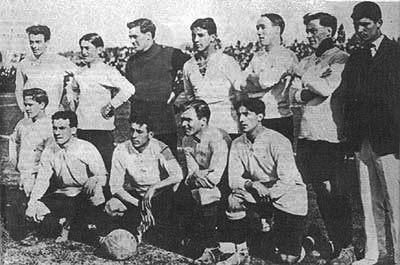
Uruguay 1917
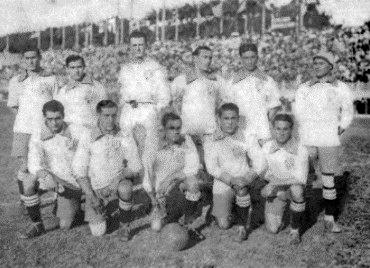
Brazilië 1919
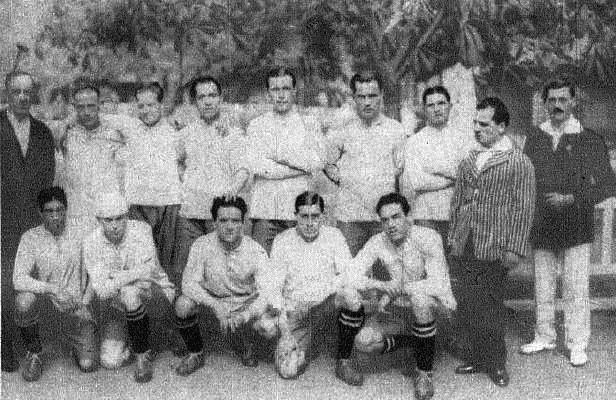
Uruguay 1920
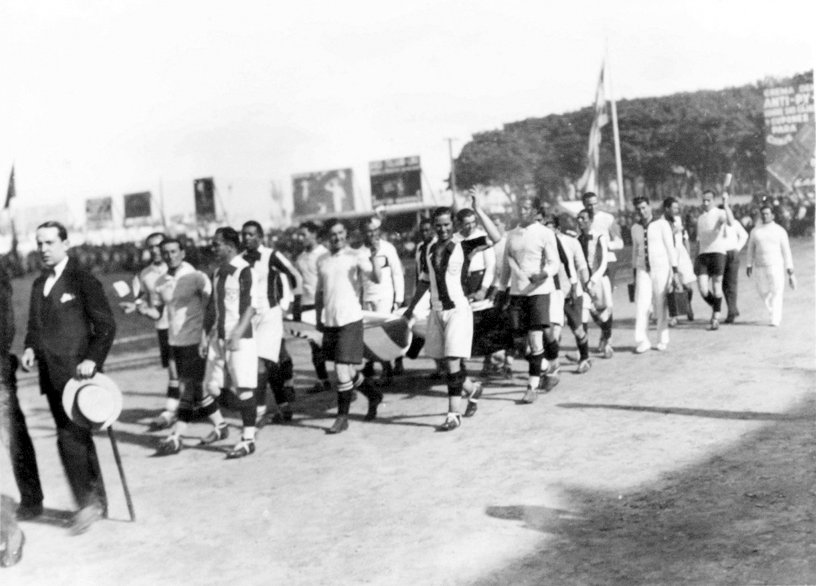
1927
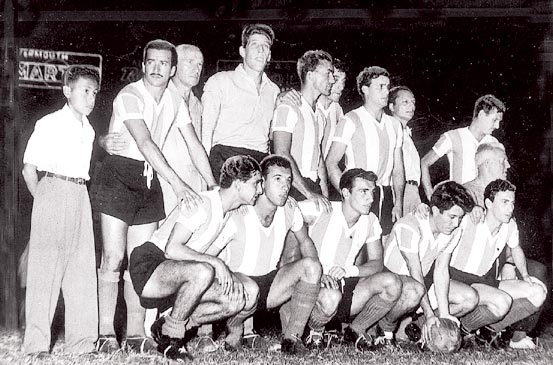
1957
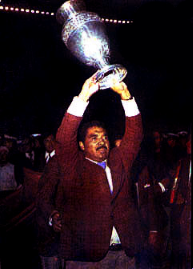
Marcos Calderon 1975
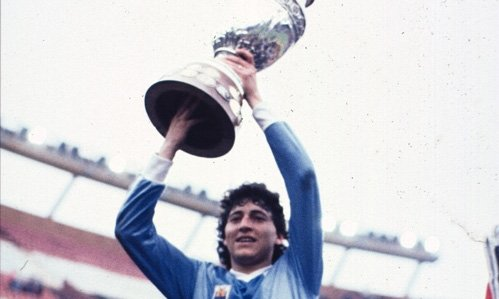
José Perdomo 1987
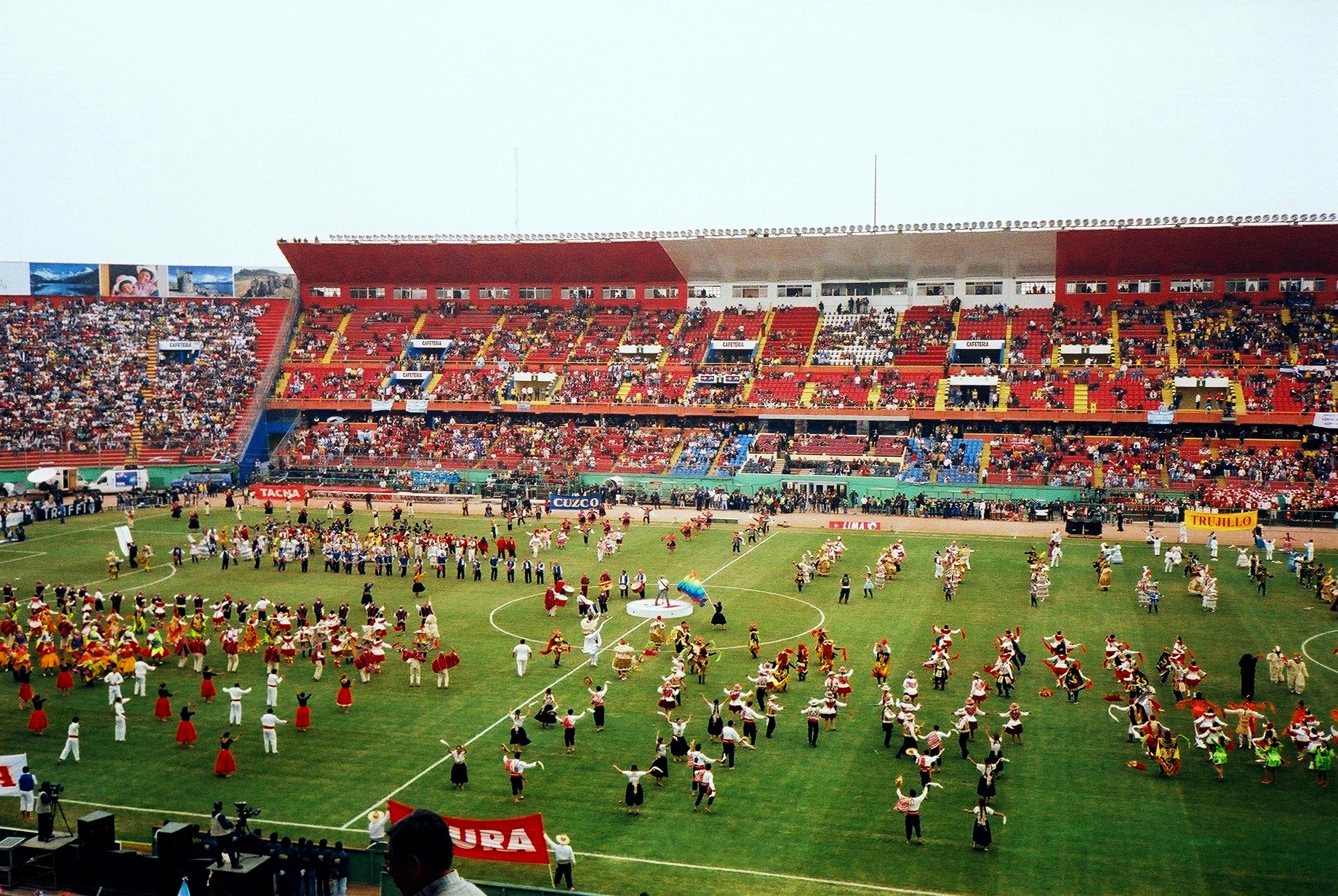
2004
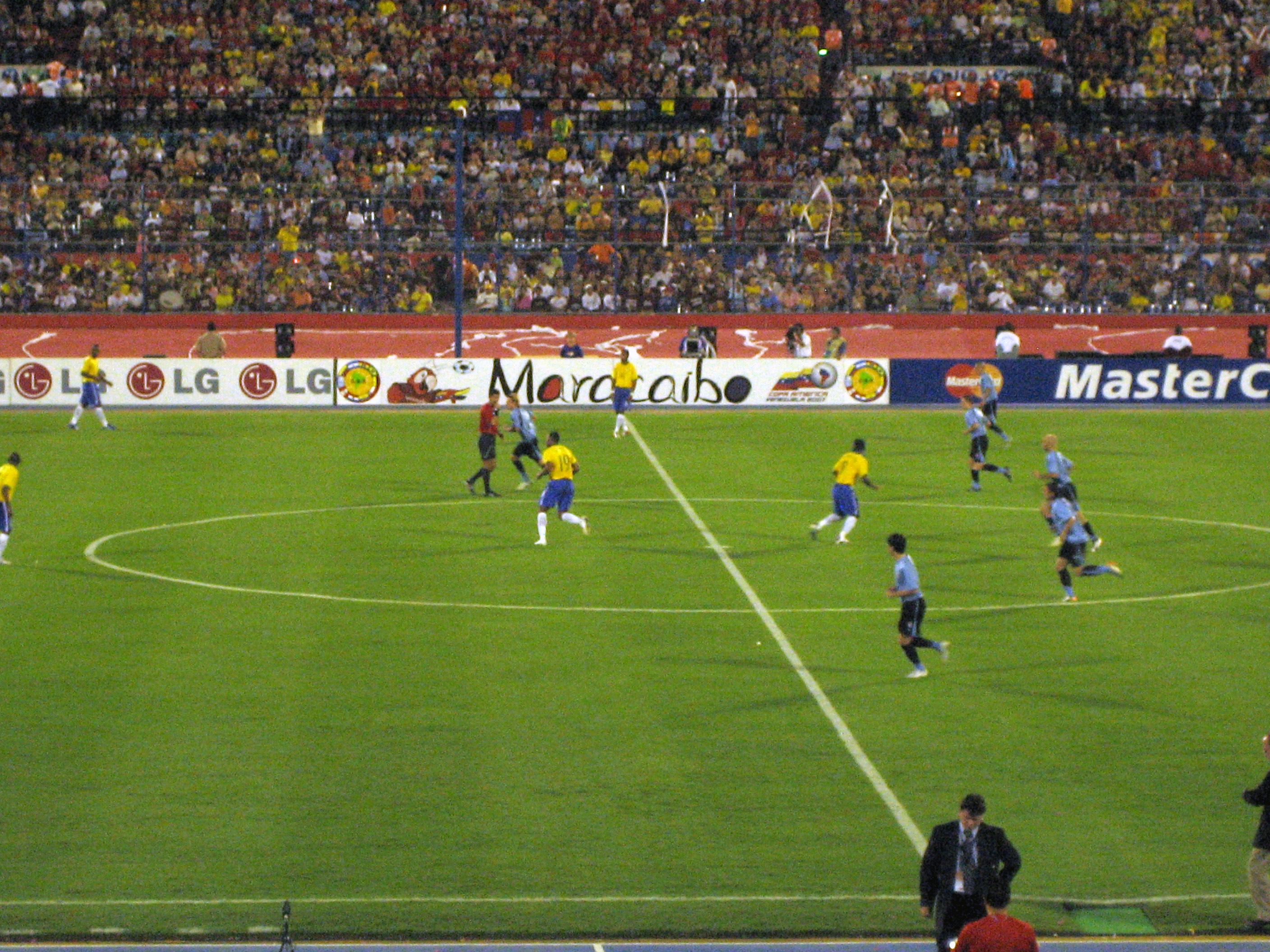
2007
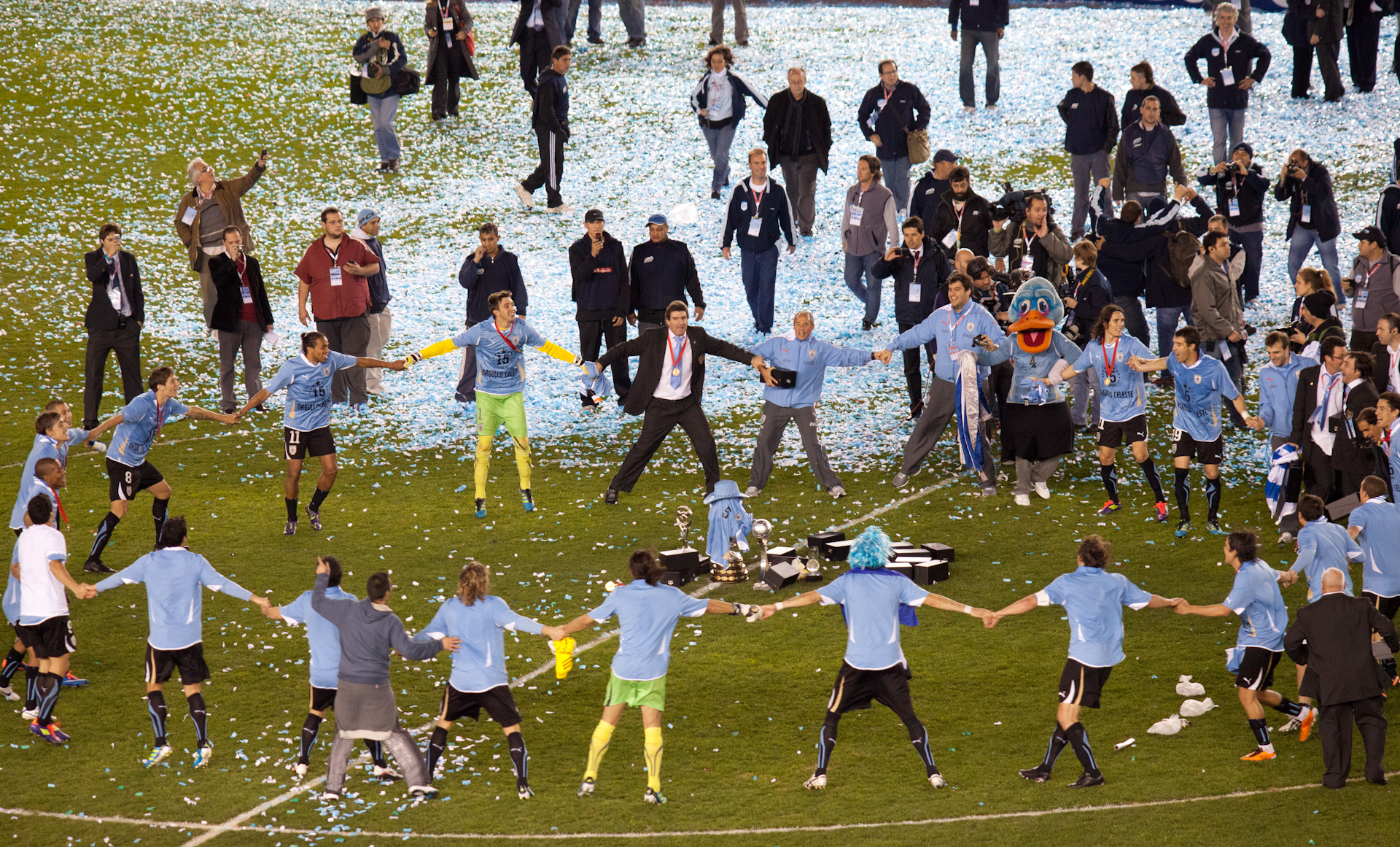
Uruguay 2011
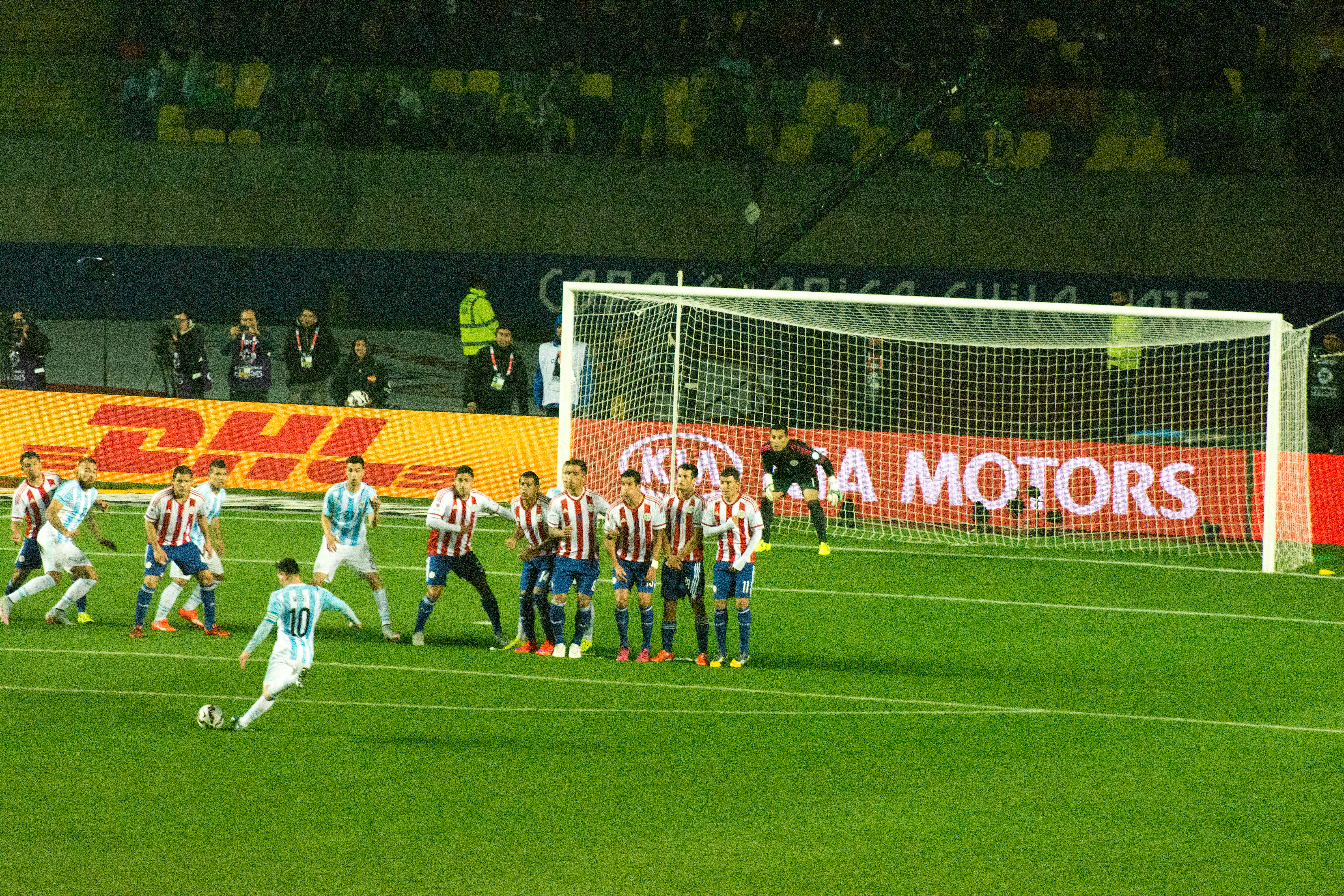
2015
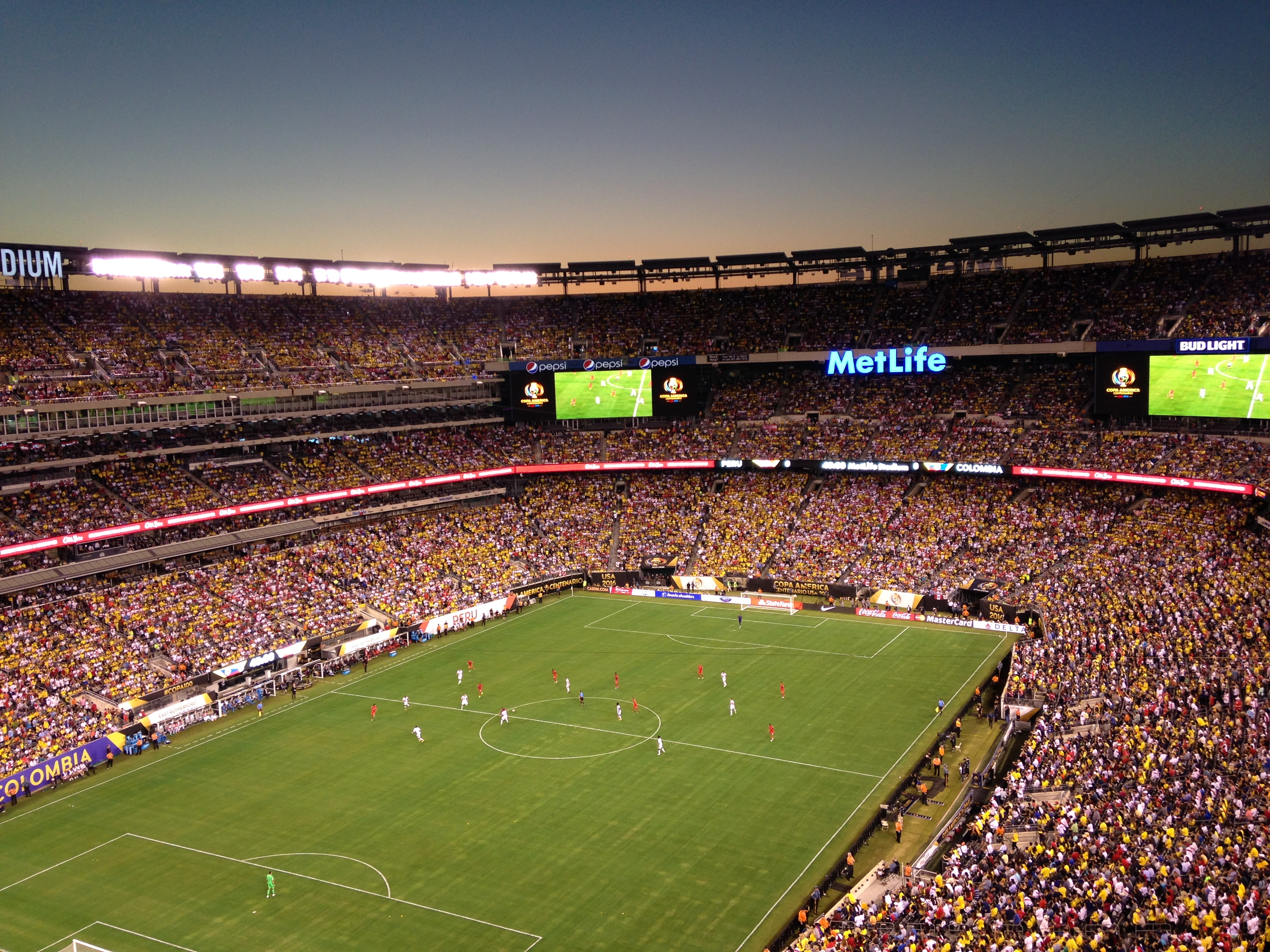
2016 (COL-PER)

1916 · 
1917 · 
1919 · 
1920 · 
1921 · 
1922 · 
1923 · 
1924 · 
1925 · 
1926 · 
1927 · 
1929 · 
1935 · 
1937 · 
1939 · 
1941 · 
1942 · 
1945 · 
1946 · 
1947 · 
1949 · 
1953 · 
1955 · 
1956 · 
1957 · 
1959 · 
1959 · 
1963 · 
1967 · 
1975 · 
1979 · 
1983 · 
1987 · 
1989 · 
1991 · 
1993 · 
1995 · 
1997 · 
1999 · 
2001 · 
2004 · 
2007 · 
2011 · 
2015 · 
2016 ·
2019 ·
2021 ·
2024